# 中村左衛門太郎

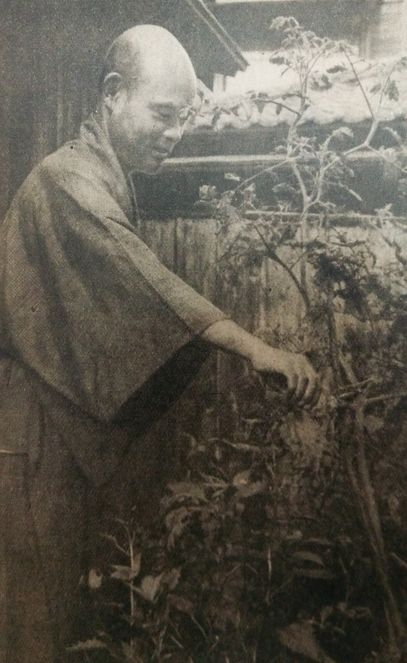
中村左衛門太郎

中村 左衛門太郎（なかむら さえもんたろう、1891年1月29日 - 1974年11月25日）は、地震学者。
東京出身。号・傾円。1914年東京帝国大学理学部実験物理学科卒。1920年理学博士。中央気象台勤務を経て1924年東北帝国大学理学部教授。1951年同名誉教授、熊本大学理学部教授、1955年理学部長。1956年定年退官、九州物理探査社長、1961年熊本商科大学教授。地震計、地磁気の研究で知られる。

## 著書
- 『今後の地震 震災予防調査隊の報告』民友社 1924
- 『地震』福永重勝 1924
- 『ラヂオによる素人天気予報術』恒星社 1931
- 『一般地震学』恒星社 1934
- 『東亜気象学』恒星社 1940
- 『大地震を探る』河出書房 科学新書 1942
- 『地球物理学新講』恒星社 1943
- 『科学への隘路に立ちて』恒星社厚生閣 1944
- 『初等天気予報術』恒星社厚生閣 1944
- 『波と音 生活現象の振動論的考察』学術図書出版社 科学の世界選書 1947
- 『家庭と気候』冨山房 1949
- 『子供の気象学』恒星社厚生閣 1949
- 『温度の実験と研究』目黒書店 1950
- 『天気はどう変わるか』恒星社厚生閣 楽しい理科教室 1953
- 『地震学』内田老鶴圃 1954
- 『一般物理学概要』内田老鶴圃新社 1969

## 論文
- Cinii